# Johannes Haarklou

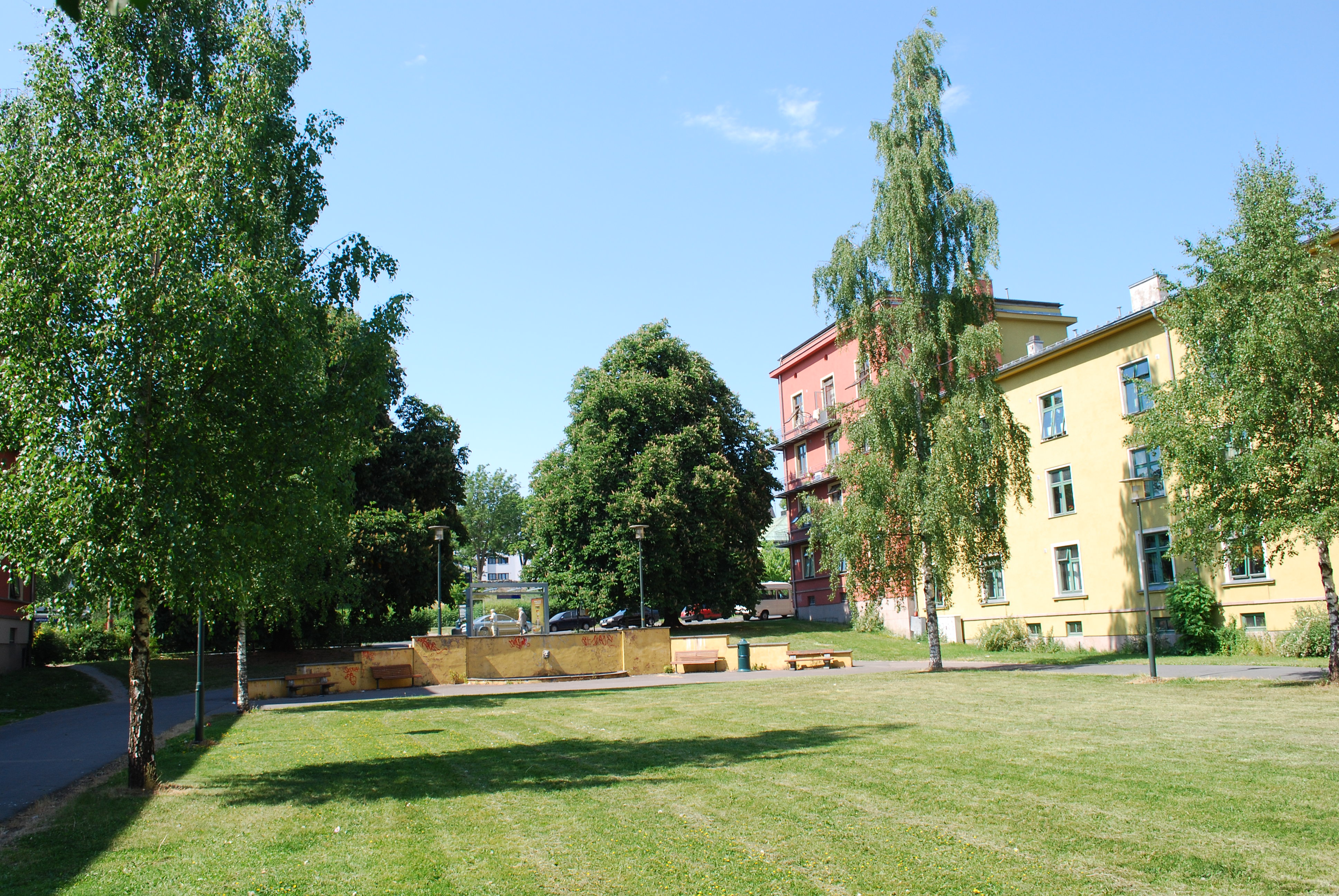
Haarklous plass

Johannes Haarklou (Haukedalen, Førde, 13 mei 1847 – Christiania, 26 november 1925) was een Noors componist, organist en muziekpedagoog.

## Achtergrond
Johannes Haarklou groeide op in het gezin van boer, leraar en kerkzanger Ole Nielsen Dversdal (1815-1872) en Orlaug Andersdatter Haarklou (1808-1870). Hij werd geboren op de boerderij Hårklou (ook wel Hårklau en Haarklau), vandaar dat zijn naam verwijst naar zijn moeder.
Hij trouwde in 1887 met Inga Marie Knoph (Langesund, 2 maart 1865- Kristiansand, 16 oktober 1947), dochter van koopman Ingebret Knoph en Malene Aslaksen (geboren 1825). Ze kregen voor zover bekend vier kinderen:
- dochter Orlaug Haarklou (1 juli 1888-27 november 1978), huwde met apotheker Simon Svensson (geboren 12 februari 1885 te Larvik, overleden 1965 te Kristiansand)
- dochter Ingeborg Haarklou (1890-28 april 1897)[1]
- zoon Øystein Olav Haarklou (4 januari 1894- 30 april 1980)
- zoon Andreas Nicolai Haarklou (11 november 1896-24 januari 1979).

Johannes Haarklou was eigenlijk voorbestemd om zijn vader op te volgen als boer, maar zijn toekomst zag hij meer in een leraarschap. Hij studeerde daarvoor af in 1868 aan het Stord seminarium. Hij werd leraar in Eiker.
Hij overleed in Oslo op 1925, in 1927 werd een gedenkmonument op zijn ouderlijke boerderij neergezet. In Oslo is een Haarklous plass (plein) naar hem genoemd.

## Muziek
Hij ontdekte zijn liefde voor muziek en ging in de leer bij Christian Cappelen en later bij Ludvig Mathias Lindeman, de volksmuziekverzamelaar. Dat was in zijn ogen nog niet genoeg; hij vertrok in de zomer van 1873 naar het Conservatorium van Leipzig. In Duitsland was een van zijn docenten Carl Reinecke. In 1876 ging hij terug naar Noorwegen om als organist de kost te verdienen in de Tangenkerk te Drammen. Hij was ook enige tijd penningmeester van het Schäfferslegaat. Het verdiende geld ging op aan een nieuw bezoek aan Leipzig, alwaar de eerste ontmoeting tussen hem en Edvard Grieg plaatsvond.
Vanuit Leipzig trok hij naar Bergen, destijds het culturele centrum van Noorwegen. Hij dirigeerde daar ook in februari 1877 zijn eerste orkestwerk, een Festmarsj. Hij kreeg wederom financiële ondersteuning en kon een jaar studeren aan de Musikhochschule in Berlin. In 1878 gaf hij opnieuw een concert, nu in de kerk en daar speelde ook Ole Bull. Opnieuw vertrok hij naar Berlijn om even later op te duiken in Christiania.
Van 1883 tot 1920 was hij de organist van de Sagene geloofsgemeenschap en later in de Gamle Aker kirke. Als organist hield hij zich niet al te strak aan de muzikale voorschriften; hij werd bekend als prima improvisator op het kerkorgel. Hij organiseerde in diezelfde tijd volksconcerten en vanaf 1889 kwam ook het dirigentschap verder van de grond met optredens in Kopenhagen, Berlijn en Leipzig. Van 1889 tot 1896 gaf hij les in harmonieleer en compositie aan het Conservatorium van Oslo. In aanvulling op zijn werkzaamheden schreef hij ook muziekkritieken. Hij leefde op gespannen voet met de drie "grote" Noorse componisten Edvard Grieg, Johan Svendsen en Christian Sinding. Hij kwam niet uit hun schaduw. Zijn relatie met Grieg werd slechter. Zekere toen Haarklou voor het muziekfeest van Bergen een orkest uit Oslo wilde uitnodigen, maar Grieg (toch baas in muzikaal Bergen) koos voor het Amsterdamse Concertgebouworkest.
Hij ontving vanaf 1910 een staatsinkomen en in 1991 werd hij verheven tot ridder in de Orde van Sint Olaf. In 1917 kreeg hij nog financiële ondersteuning van het inmiddels onafhankelijke Noorwegen om een deel van zijn werken in Duitsland te laten drukken. Haarklou stond in de 19e eeuw nog in het middelpunt van het Noorse muziekleven, maar daarna zakte dat danig weg en namen zijn drie grootste concurrenten Grieg, Sinding en Svendsen het over.

## Werken
Zijn muziek was enige tijd populair in Noorwegen, vooral zijn muziek voor orgel met een speciale nadruk op twee orgelsymfonieen en Fantasie triomphale. Andere werken van hem zijn Tord Foleson en Varde en Fernir op tekst van Per Sivle en zijn oratorium Skabelsen og Mennesket op tekst van Henrik Wergeland. Hij schreef vijf opera’s en vier symfonieen. Opera Marisagnet werd in 1910 zestien keer opgevoerd in het Nationaltheatret. Andere werken die nog enige bekendheid genieten zijn zijn lied Med røde rosen op tekst van Knut Hamsun en zijn Vioolsonate in g mineur. Zijn composities zijn veelal gebaseerd op de rijke volksmuziek in Noorwegen. Hij hield in beginsel wel een opuslijst aan, maar er waren zoveel onuitgebrachte werken van hem, dat er in 1961 een nieuwe lijst werd gemaakt in een studie aan de Universiteit van Oslo (Finn Benestad: Johannes Haarklou, Mannen og verket).
- Bibsys: 90214692
- Gemeinsame Normdatei: 1076276997
- International Standard Name Identifier: 0000 0004 0361 8519
- KulturNav: 2702c283-e3ce-4d14-bb0b-ff58b7998433
- Library of Congress Control Number: no95046372
- Nationale Bibliotheek van Letland: 000338299
- MusicBrainz: 0bd2f6ef-68d6-48e6-9e84-6b2fd5f54510
- SNAC: w6gm8gbp
- Système universitaire de documentation: 161121861
- Virtual International Authority File: 246223898
- WorldCat: E39PBJxGVh7qWgdkVtkrm7MgKd